# Стејнс
Стејнс (енгл. Staines) је град у Уједињеном Краљевству у Енглеској. Према процени из 2007. у граду је живело 51.168 становника.

## Становништво
Према процени, у граду је 2008. живело 51.168 становника.
| 1981.  | 1991.  | 2001.  |
| ------ | ------ | ------ |
| 51,949 | 51,167 | 50,538 |